# Saginara
Saginara o Sagginara è una frazione formata da case sparse suddiviso fra Campagna e Contursi Terme, in provincia di Salerno.

## Geografia fisica
La località è posta nei pressi del confine fra Campagna e Contursi su un'altura alla confluenza del fiume Trigento nel fiume Sele.

## Toponimo
Menzionata nei testi medievali come Saynara, il termine indicherebbe un luogo di saggine oppure deriverebbe dal latino locus saginarium, luogo per l'ingrasso degli animali.

## Storia
Secondo gli storici locali, Nicolò De Nigris e A. V. Rivelli, in questa località esisteva un abitato di origine lucano o tardo romano creato dai Goti guidati da Alarico intorno al 410.  Sempre secondo le ipotesi avanzate da alcuni storici locali, a seguito delle scorribande dei Vandali i superstiti di Saginara trovarono rifugio nella vallata del Tenza unendosi agli abitanti ivi presenti fondando Campagna e un altro gruppo, sull'altura ove sorge Contursi Terme. Di queste notizie storiche o presunte tali, tranne i testi di questi storici locali, non esistono al momento prove dell'esistenza di un vero nucleo abitato. Probabilmente la zona era abitata da una popolazione sparsa dedita all'agricoltura.
Da scavi archeologici effettuati nelle vicinanze, a seguito della costruzione dell'autostrada Salerno-Reggio Calabria e del suo successivo adeguamento, sono emersi numerosi reperti di fattura locale con influssi greci ed etruschi.
La località fu luogo della tragica morte del Beato Alberto.